# Lucas Rey (rugby à XV)
Pour les articles homonymes, voir Lucas Rey et Rey.
Pas d'image ? Cliquez ici

a Compétitions nationales et continentales officielles uniquement.

b Matchs officiels uniquement.
Dernière mise à jour le 29 avril 2025.
Lucas Rey, né le 27 avril 1997 à Pau (Pyrénées-Atlantiques), est un joueur français de rugby à XV évoluant au poste de talonneur à la Section paloise.
Il est le fils de Joël Rey, ancien capitaine et entraîneur du club béarnais. Lucas Rey commence sa carrière professionnelle en Top 14 lors de la saison 2015-2016.

## Biographie

### Jeunesse et formation
Lucas Rey naît le 27 avril 1997 à Pau. Fils de Joël Rey, joueur emblématique de la Section paloise, il s'oriente d'abord vers le football avant de commencer le rugby à XV en 2004. Il rejoint alors le centre de formation de la Section paloise avec son ami Antoine Hastoy,. De l'âge de quinze à dix-huit ans, il intègre le pôle espoir de Bayonne, avec ses coéquipiers Quentin Lespiaucq-Brettes et Thibault Daubagna.
Lucas Rey est sélectionné avec l'équipe de France des moins de 18 ans. Il remporte avec cette équipe le championnat d'Europe en 2015 face à la Géorgie sur le score de 57 à 0,. Il est titulaire durant tout le tournoi. En finale, il évolue aux côtés de ses futurs coéquipiers sectionnistes Nathan Decron, Mickaël Capelli et Baptiste Pesenti, avant d'être remplacé par le toulousain Peato Mauvaka en deuxième période.
Par la suite, il est sélectionné avec l'équipe de France des moins de 19 ans.

### Début de carrière et progression
Lucas Rey commence sa carrière professionnelle le 21 mai 2016, lors de la saison 2015-2016 de Top 14, sous la direction de Simon Mannix. La Section paloise s'incline face à l'ASM Clermont Auvergne (10-16). Il entre également en jeu contre le CA Brive. À la fin de cette saison, il signe un contrat espoir de deux ans avec la Section paloise.
En 2016-2017, il dispute trois matchs de Top 14 et cinq matchs de Challenge européen. En décembre 2017, il signe son premier contrat professionnel et continue son développement aux côtés d'Antoine Hastoy,.
Durant la saison 2017-2018, il participe à treize matchs de Top 14, dont deux titularisations, et à huit matchs de Challenge européen.
La saison suivante, en 2018-2019, il s'impose comme titulaire et joue vingt matchs de Top 14 et quatre matchs de Challenge européen, marquant deux essais en championnat.
En 2019-2020, il participe à dix-sept matchs de Top 14, dont sept titularisations, et à quatre matchs de Challenge européen, inscrivant un essai en championnat et un en Challenge.

### Titulaire à la Section paloise, capitaine puis perte de ce statut
En janvier 2021, il prolonge son contrat pour deux saisons supplémentaires, jusqu'en juin 2023. Le 9 mai suivant, il joue son centième match avec la Section paloise lors d'une victoire 47 à 7 contre le SU Agen. Pendant la saison 2020-2021, il dispute vingt-six matchs, dont quinze titularisations et quatre essais en Top 14, ainsi qu'un match de Challenge européen. Il est désigné capitaine à plusieurs reprises,.
À partir de la saison 2021-2022, Lucas Rey devient le capitaine permanent de l'équipe. Cadre du vestiaire, il participe à vingt-quatre matchs de Top 14, dont seize en tant que titulaire, et marque un essai. Il joue également un match de Challenge européen. En janvier 2023, il prolonge son contrat jusqu'en juin 2027. Le 28 mai, lors de la dernière journée de la saison contre le Montpellier HR, il joue son cent-cinquantième match avec la Section paloise.
Lors de la saison 2022-2023, il dispute vingt matchs de Top 14, dont seize en tant que titulaire, et inscrit un essai. Il participe également à deux matchs de Challenge Cup.
Au début de la saison 2023-2024, Lucas Rey confie avoir été affecté par la perte du brassard de capitaine au profit de Beka Gorgadze puis Luke Whitelock, ainsi que par le départ de ses amis proches Antoine Hastoy et Quentin Lespiaucq-Brettes pour le Stade rochelais. Ces changements lui ont permis de gagner en recul et en maturité. Il dispute 23 matchs de Top 14, en inscrivant un essai et 4 matchs de Challenge Cup.
En mi-septembre 2024, il décide de se faire opérer de l'épaule en raison de douleurs récurrentes. Il manque une très grande partie de la saison 2024-2025, ne faisant son retour qu'en fin avril 2025 face à l'Aviron bayonnais, dernier club qu'il avait affronté en début de saison avant son absence. Il inscrit un essai pour son retour à la compétition mais s'incline avec ses coéquipiers au stade d'Anoeta.

## Vie privée
Lucas Rey est connu pour son engagement caritatif auprès d'associations de la capitale béarnaise. Il est supporter de l'Élan béarnais Pau-Lacq-Orthez et du Pau FC.

## Palmarès
- Vainqueur du Championnat d'Europe des moins de 18 ans en 2015 avec l'équipe de France des moins de 18 ans.